# Felsőpakony
Felsőpakony (vyslovováno [felšépakoň]) je velká obec v Maďarsku v župě Pest, spadající pod okres Gyál. Nachází se asi 3 km severovýchodně od Ócsi a 5 km jihovýchodně od Budapešti. V roce 2015 zde žilo 3 359 obyvatel. Dle údajů z roku 2011 je tvoří 83 % Maďaři, 0,8 % Němci, 0,5 % Rumuni a 0,4 % Romové. Název Felsőpakony znamená "horní Pakony". Přívlastek "felső" (horní) jej odlišuje od Alsópakony (dolní Pakony), což je čtvrť města Ócsa.
Blízko obce procházejí dvě dálnice, které se u blízkého Gyálu střetávají; Budapešťský okruh M0 a dálnice M5. Všechny sousední obce, Gyál, Ócsa, Üllő a Vecsés mají status města a spolu s blízkými obcemi Alsónémedi a Taksony jsou jedinými obcemi, které sousedí se čtyřmi městy zároveň.